# Sotkamo

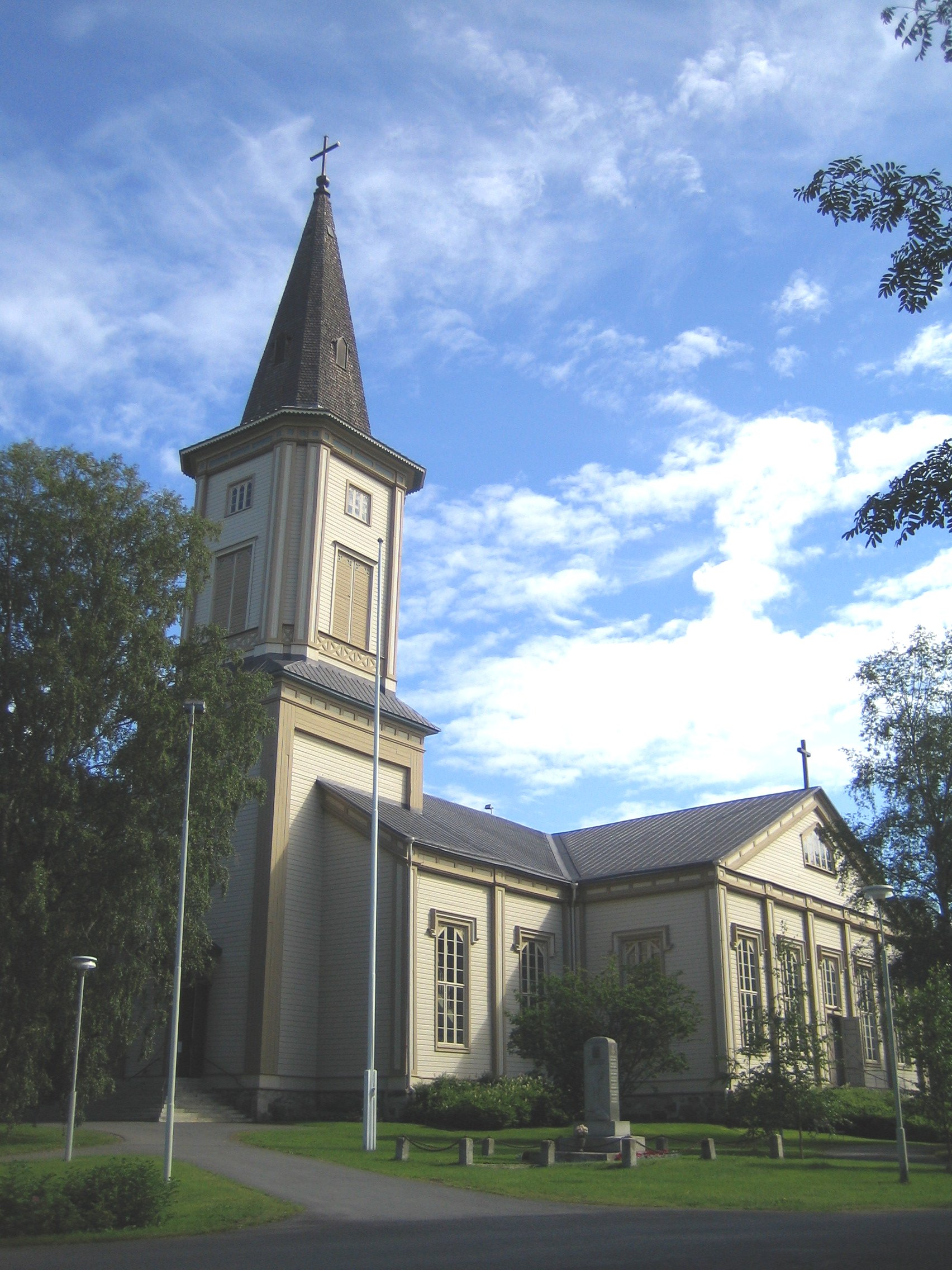
Nhà thờ Sotkamo

Sotkamo là một đô thị của Phần Lan, nằm tại vùng Kainuu. Đô thị này có dân số 10.852 (2005) với diện tích là 2,951.86 km² trong đó có 302.61 km² là diện tích mặt nước. Mật độ dân số là 4 người trên mỗi km². Ngôn ngữ tại đô thị này 95% sử dụng tiếng Phần Lan, tiếng Thụy Điển là chiếm 0.2%, một số ngôn ngữ khác chỉ chiếm 4.8%.
Vuokatti nằm ở phía tây Sotkamo là một khu nghỉ dưỡng trượt tuyết. Vườn quốc gia Hiidenportti và Vườn quốc gia Tiilikkajärvi nằm ở đô thị này.

## Nhân vật nổi bật
- Anders Chydenius
- Veikko Huovinen